# From This Moment On (пісня Шанаї Твейн)
«From This Moment On» — четвертий сингл третього студійного альбому канадської кантрі-співачки Шанаї Твейн — «Come On Over» (1997). У США і Канаді пісня вийшла 14 березня 1998, в Британії — 16 листопада 1998. Пісня написана Шанаєю Твейн та Робертом Джоном Лангом; спродюсована Робертом Джоном Лангом. Музичне відео зрежисерував Пол Бойд; прем'єра музичного відео відбулась 27 вересня 1998. Сингл отримав золоту сертифікацію від американської компанії RIAA, дві платинові сертифікації від австралійської компанії ARIA та срібну сертифікацію від британської компанії BPI.

## Музичне відео
Музичне відео зрежисерував Пол Бойд. Зйомки проходили у Нью-Йорку, Нью-Йорк, США 27 серпня 1998. Прем'єра музичного відео відбулась 27 вересня 1998.

## Список пісень
CD-сингл
1. "From This Moment On" (Pop Radio Mix) — 4:01
2. "From This Moment On" (The I.V. Mix) — 5:00

CD-сингл — Частина 1
1. "From This Moment On" (The Right Version) — 4:01
2. "You're Still the One" (Single Mix) — 3:18
3. "You're Still the One" (Soul Solution Dance Radio Edit) — 4:03

CD-сингл — Частина 2
1. "From This Moment On" (The Right Version) — 4:01
2. "You're Still the One" (Soul Solution Dance Instrumental) — 8:41
3. "Don't Be Stupid (You Know I Love You)" — 3:34

Максі-CD
1. "From This Moment On" (The Single Mix) — 3:42
2. "From This Moment On" (The Right Mix) — 4:52
3. "You're Still the One" (Soul Solution Dance Radio Edit) — 4:03
4. "You're Still the One" (Soul Solution Extended Club Mix) — 8:42
5. "You're Still the One" (Doug Beck Pleasure Dub) — 6:09
6. "You're Still the One" (Kano Dub) — 7:46

## Чарти
Тижневі чарти
| Чарт (1998-2000)                     | Місце |
| ------------------------------------ | ----- |
| Australian Singles Chart             | 2     |
| Canada (Nielsen SoundScan)           | 4     |
| Canada Country Tracks (RPM)          | 1     |
| Canada Top Singles (RPM)             | 13    |
| Canada Adult Contemporary (RPM)      | 1     |
| European Hot 100 Singles             | 43    |
| France French Singles Chart          | 35    |
| Netherlands Single Top 100           | 53    |
| New Zealand Recorded Music NZ        | 7     |
| Scotland (Official Charts Company)   | 12    |
| Swedish Singles Chart                | 15    |
| UK Singles (Official Charts Company) | 9     |
| US Billboard Hot 100                 | 4     |
| US Billboard Hot Country Songs       | 6     |
| US Billboard Adult Contemporary      | 1     |
| US Billboard Adult Top 40            | 22    |
| US Billboard Mainstream Top 40       | 16    |
| US Billboard Top 40 Tracks           | 16    |

Річні чарти
| Чарт (1998)                          | Місце |
| ------------------------------------ | ----- |
| Australian Singles Chart             | 10    |
| Canada Adult Contemporary (RPM)      | 7     |
| Swedish Singles Chart                | 79    |
| UK Singles (Official Charts Company) | 199   |
| US Billboard Hot Country Songs       | 58    |
| Чарт (1999)                          | Місце |
| Canada Adult Contemporary (RPM)      | 58    |
| US Billboard Hot 100                 | 57    |
| US Billboard Adult Contemporary      | 2     |

## Продажі
| Країна               | Сертифікація (таблиця продажів та сертифікатів) | Продажі  |
| -------------------- | ----------------------------------------------- | -------- |
| Австралія (ARIA)     | 2× Платина                                      | +140,000 |
| Нова Зеландія (RMNZ) | Платина                                         | +15,000  |
| Британія (BPI)       | Срібло                                          | +200,000 |
| США (RIAA)           | Золото                                          | +500,000 |